# Kurs bazowy
Kurs bazowy – kurs instrumentu bazowego, np. ceny akcji, kursy walut, stopy procentowe, stanowiącego podstawę kontraktu opcyjnego lub terminowego, np. opcji na akcje, opcji walutowej, opcji na stopy procentowe. Pełni funkcję bazy, na podstawie której obliczana jest aktualna wartość instrumentu pochodnego.